# Сасахара, Фумио
Фумио Сасахара (яп. 笹原 富美雄; род. 28 марта 1945, Хоккайдо, Хоккайдо) — японский дзюдоист, чемпион мира, участник летних Олимпийских игр 1972 года в Мюнхене.

## Карьера
Выступал в полутяжёлой (до 93 кг) и абсолютной весовых категориях. Чемпион (в категории до 93 кг) и серебряный призёр (в абсолютной категории) чемпионата мира среди студентов 1966 года в Праге. Чемпион мира 1969 и 1971 годов.
На летних Олимпийских играх 1972 года в Мюнхене Сасахара выступал в полутяжёлом весе. Он победил австралийца Барри Джонсона, но затем проиграл советскому дзюдоисту Шота Чочишвили и занял итоговое 13-е место.